# منزورو (آریزونا)
منزورو (به انگلیسی: Manzoro) یک منطقهٔ مسکونی در ایالات متحده آمریکا است که در آریزونا واقع شده‌است. منزورو ۱٬۳۵۳ متر بالاتر از سطح دریا واقع شده‌است.